# 福本岳史
福本 岳史（ふくもと たけし、1973年8月18日 - ）は、日本のラジオを中心に活動する放送作家。大阪府出身。O型。通称「ふくもっちー」、「ふくぽん」。

## 経歴
平成元年、シナリオの学校に入学する。
近畿大学在学中、演芸場に出入りしており、芸人のますだおかだのブレーンであった。また、大阪のテレビ局で番組制作に関わるようになる。
上京後、ますだおかだからTBSのデェレクターを紹介され、東京でラジオの構成作家として活動を始める。
2018年、乃木坂46の「きっかけ」の歌詞に背中を押されて、会社を設立する。

## 人物
ラジオで初めてハガキを読んでもらったのが『MBSヤングタウン』。当時のパーソナリティは、北野誠。
大学時代、実家の近くのコンビニでコピー雑誌を作っていた。その内容は、競馬新聞風に大学のゼミの希望者人数予想をしたり、先生別レポートの傾向と対策（内容はギャグ）であった。
ネタ探しのモットーは、「いろんな人としゃべること」「教わったものはとりあえず試すこと」である。
ラジオ収録では、自分の声が入らないように心掛けている。その理由は、自分の声があまり好きではないためと、女性がトークを務める番組を担当する場合が多く、そのトークに男の笑い声が入ることに疑問を感じているからである。
気分転換は食べることである。

## 構成・制作

### ラジオ番組

#### 現在
- らじキャン△〜ゆるキャン△情報局〜
- 楠木ともりのともりるきゃんどる
- 魔法少女りるりるラジオ
- RoseliaのRADIO SHOUT!
- RAISE A SUILENのRADIO R･I･O･T
- ストブらじお 雪菜と凪沙のおとなり放送局
- 吉岡茉祐と山下七海の ことだま☆パンケーキ
- ガールズ&パンツァーRADIO ウサギさんチーム、もっともっと訓練中！
- Rhodanthe*のおしゃべりモザイク
- Cheer球部! 全校応援ラジオ ちあたま、さくよ!
- 佐藤日向・小泉萌香のバトってダイナソー☆
- 富田美憂・前田佳織里の“調査のご依頼、お待ちしてます！”
- ファイルーズあいの“愛”・ルーズ・Fight！
- 渕上舞と渕上舞の“舞 ネーム イズ 渕上！”
- 白い砂のアクアトープ　がまがま水族館 館内放送局
- 失格紋の最強RADIO

#### 過去
- 小林裕介と雨宮天のキミ戦RADIO
- モンスター娘のお医者さんスペシャルラジオ　グレンとサーフェ、ドキドキ診療中！
- アサシンズプラジオ
- からくりサーカスRADIO 仲町サーカス団員募集中！
- Readyyy! Ohhh!
- ちょまま、ふえぇ、御主人様〜 アモーレ！ バンドリ！ ラジオ祭り！ 特番
- Wake Up,Girls! のがんばっぺレディオ！
- ガールズ&パンツァーRADIO 海楽フェスタ・スペシャル！
- バンドリ！ ガールズバンドパーティ！@ハロハピCiRCLE放送局（初年度）
- 宝石の国ラジオ 〜金剛先生がお呼びです！〜
- メルヘン・メドヘン 楠木ともりの見習いラジオ
- 妹ちょ。らじお
- 野水いおりの厨二病をこじらせたワタシがアンタたちも道連れにしてやるラジオ
- 潘めぐみと伊瀬茉莉也のHUNTER×HUNTER HUNTER STUDIO
- 僕は友達が少ない on AIR RADIO
- ドラクラジオ!二人のロスト・プレシャス
- 井上喜久子 魅惑のおしゃべりメロン
- 一騎当千DDR
- かのこんラジオ 〜耕太とちずるのゆやよん成長日記〜
- ゼロの使い魔 on the radio 〜トリステイン魔法学院へようこそ〜
- decade on NET ver. Asuka 〜ラジオD・N・ANGEL〜
- 次はオレらだ！東京爆烈DJ

### インターネット放送
- ひげを剃る。そして女子高生と喋る。

### テレビ
- アニラン！〜週末アニメランキング〜（dアニメストア）
- ルームシェアしちゃいました！〜今夜もぱじゃまぱーてぃ〜（あにてれ）

### ゲーム
- まいにちいっしょ (PS3)

## 作詞
| タイトル                                         | 歌 | 作曲     | 編曲                 | 商品名                                                  |
| ------------------------------------------------ | --- | -------- | -------------------- | ------------------------------------------------------- |
| 「大好き！ 桃太郎電鉄」（宮路一昭との共作）      | ザ・ピーチボーイズ（さくまあきら・土居孝幸・関口和之・宮路一昭・榎本46歳・梶野竜太郎・武田学・石崎仁英、村山知義・原口一也・福本岳史） | 宮路一昭 |                      | 桃太郎電鉄 〜SOKOZIKARA〜                               |
| 「魔法少女りるりるのテーマ」                     | 魔法少女りるりる（楠木ともり） | 北川勝利 | 北川勝利             | 楠木ともりのともりるきゃんどる 魔法少女りるりるのテーマ |
| 「劇場版!?魔法少女りるりる 主題歌『Light up!』」 | 魔法少女りるりる（楠木ともり） | 北川勝利 | 北川勝利             | 劇場版!?魔法少女りるりる 主題歌「Light up!」            |
| 「良い魔法を」                                   | アディリシア・レン・メイザース（高橋美佳子）                                                                                           | 鯨井良征 | 鯨井良征             | 「レンタルマギカ」愛のアルバム〜for♂                    |
| 「儚い想い」                                     | 黒羽まなみ（伊藤静） | 鯨井良征 | 鯨井良征             | 「レンタルマギカ」愛のアルバム〜for♂                    |
| 「さらせすいちゅな」                             | 葛城みかん（釘宮理恵） | 鯨井良征 | 鯨井良征             | 「レンタルマギカ」愛のアルバム〜for♂                    |
| 「恋しても、愛しても〜我が人生は猫と共に」       | 猫屋敷蓮（諏訪部順一） | 鯨井良征 | 鯨井良征             | 「レンタルマギカ」愛のアルバム〜for♀                    |
| 「ああ、アストラル」                             | アストラルのみなさん（福山潤、植田佳奈、高橋美佳子、諏訪部順一、釘宮理恵、伊藤静）                                                     | 鯨井良征 | 鯨井良征             | 「レンタルマギカ」愛のアルバム〜for♂                    |
| 「気になるアイツはポンチョ〜ヌ」                 | 福山潤 | 春行     | ken sato、林部亜紀子 | 浪漫的世界31                                            |
| 「気になるアイツはポンチョ〜ヌ音頭」             | 福山潤 | 春行     |                      | Love Letters 3 〜祭りの国で                             |